# Nicholas Monsarrat
Nicholas John Turney Monsarrat FRSL (Liverpool, 22 de março de 1910 – Londres, 8 de agosto de 1979) foi um romancista britânico notório por suas ficções náuticas, sobretudo The Cruel Sea (1951) e Three Corvettes (1942–45), mas internacionalmente conhecido pelas novelas The Tribe That Lost Its Head e sua sequência, Richer Than All His Tribe.

## Publicações
- Think of Tomorrow (1934)
- At First Sight (1935)
- The Whipping Boy (1937)
- This is the Schoolroom (1939)
- The Visitor – play
- HM Corvette (1942)
- East Coast Corvette (1943)
- Corvette Command (1944)
- Three Corvettes (1945) (uma consolidação do HM Corvette, East Coast Corvette and Corvette Command)
- Leave Cancelled (1945)
- Three Corvettes (1945 e 1953)
- HM Frigate (1946)
- Depends on What You Mean by Love (1947)
- HMS Marlborough Will Enter Harbour (1947)
- My Brother Denys (1948)
- The Cruel Sea (1951)
- The Story of Esther Costello (1952)
- The Boy's Book of the Sea – como editor (1954)
- Canada from Coast to Coast (1955)
- Castle Garac (1955)
- The Tribe That Lost Its Head (1956)[3]
- The Boy's Book of the Commonwealth – como editor (1957)
- The Ship That Died of Shame, and Other Stories (1959) (compreendendo The Ship That Died of Shame; Oh To Be in England!; The Reconciliation; The List; The Thousand Islands Snatch; Up The Garden Path; The Man Who Wanted a Mark IX; I Was There; The Dinner Party; Licensed To Kill; Postscript)
- The Nylon Pirates (1960)
- The White Rajah (1961)
- The Time Before This (1962)
- To Stratford with Love (1963)
- Smith and Jones (1963)
- A Fair Day's Work (1964)
- Something to Hide (1965)
- The Pillow Fight (1965)
- Life Is a Four-Letter Word (volume 1): Breaking In (Londres, 1966) – autobiografia
- Richer Than All His Tribe (1968)
- Life Is a Four-Letter Word (volume 2): Breaking Out (Londres, 1970) – autobiografia
- The Kappillan of Malta (1973)
- Monsarrat at Sea (1975)
- The Master Mariner, Book 1: Running Proud (1978)
- The Master Mariner, Book 2: Darken Ship – romance inacabado (1981)

## Adaptações cinematográficas de suas obras
- The Cruel Sea (1953)
- The Ship That Died of Shame (1955)
- HMS Marlborough Will Enter Port – filme para TV (1956)
- The Story of Esther Costello (1957)
- Bait for the Tiger (1957)
- Something to Hide (1972)
- The Reconciliation (1984)